# DBpedia
A DBpedia (DB = DataBase, magyar nyelven adatbázis) egy adatbázis, mely a Wikipédia adatait tartalmazza rendezett, strukturált formában. 2014-ben több mint 4,58 millió bejegyzést tartalmazott. Ebből 1 445 000 személy, 735 000 hely, 123 000 zenei album, 87 000 film, 19 000 videójáték, 241 000 szervezet, 251 000 faj és 6 000 betegség volt. 25,2 millió képhivatkozást és 29,8 millió külső hivatkozást tartalmazott. Az adatok elérhetőek 125 különböző nyelven. A projektet már évek óta nem fejlesztik, helyét a Wikidata vette át.